# Maciej Lewenstein
Maciej Lewenstein (ur. 1955 w Warszawie) – polski fizyk teoretyk o specjalności fizyka statystyczna, optyka kwantowa, sieci neuronowe.

## Życiorys
Magister Wydziału Fizyki Uniwersytetu Warszawskiego z 1978 roku. Doktorat na uniwersytecie w Essen (promotor prof. Fritz Haake) w 1983 roku. Rozprawę habilitacyjną wykonał w Instytucie Fizyki Polskiej Akademii Nauk w roku 1986. Pracował jako postdoc z laureatem Nagrody Nobla prof. Royem Glauberem na Uniwersytecie Harvarda, potem zatrudniony był w Saclay (francuskim Centrum Badań Jądrowych – CEA), następnie jako profesor na uniwersytecie w Hanowerze. 11 maja 1993 r. otrzymał tytuł profesorski w dziedzinie nauk fizycznych. Od 2005 r. pracuje w Barcelonie, w Institut de Ciències Fotòniques (Instytucie Fotoniki, ICFO) i Instituciò Catalana de Recerca i Estudis Avançats (Katalońskiej Instytucji Badań i Studiów Zaawansowanych, ICREA).
Prowadzi badania w obszarze optyki kwantowej, fizyki ultrazimnych gazów i informatyki kwantowej, znajdujące duży oddźwięk w środowisku naukowym (np. publikacja „Theory of high-harmonic generation by low-frequency laser fields” (Phys. Rev. A, 1994), której był pierwszym autorem, do roku 2016 cytowana była ponad 2100 razy). Oprócz fizyki jego pasją jest jazz i muzyka współczesna. Jest autorem przewodnika po polskich nagraniach jazzowych.
Koordynował kilkadziesiąt projektów badawczych. W latach 2008 i 2013 otrzymał „Advanced Grant” przyznawany przez Europejską Radę ds. Badań Naukowych (ERC). Wypromował ponad 30 doktorów nauk fizycznych, z których wielu jest dzisiaj profesorami na uniwersytetach i w instytutach badawczych na całym świecie. W 2017 r. został wybrany na członka zagranicznego PAN (Wydział III Nauk Ścisłych i Nauk o Ziemi).
Jest organizatorem międzynarodowych konferencji naukowych, autorem ponad 500 publikacji i 2 monografii, indeks H = 80 (2016, według bazy Web of Science). Jest laureatem nagród naukowych:
- 2004 Fellow of the Americal Physical Society Amerykańskie Towarzystwo Fizyczne[13]
- 2007 Nagroda Naukowa Humboldta
- 2010 Nagroda Fundacji Joachima Herza i Uniwersytetu w Hamburgu[14]
- 2011 Nagroda Fundacji na rzecz Nauki Polskiej w dziedzinie nauk matematyczno-fizycznych[15][1]
- 2012 Członek Europejskiej Akademii Nauk[16]
- 2013 Nagroda Jana Gutenberga Uniwersytetu w Moguncji[17]
- 2013 Nagroda Europejskiego Towarzystwa Fizycznego: Quantum Optics and Electronic Division Prize for Fundamental Research[18]
- 2017 Nagroda przyznana przez Real Sociedad Española de Física[19]

Ponadto został wymieniony w raporcie The World’s Most Influential Scientific Minds 2014. Znajduje się też na liście najczęściej cytowanych autorów opublikowanej przez Thomson Reuters.